# Gatonet

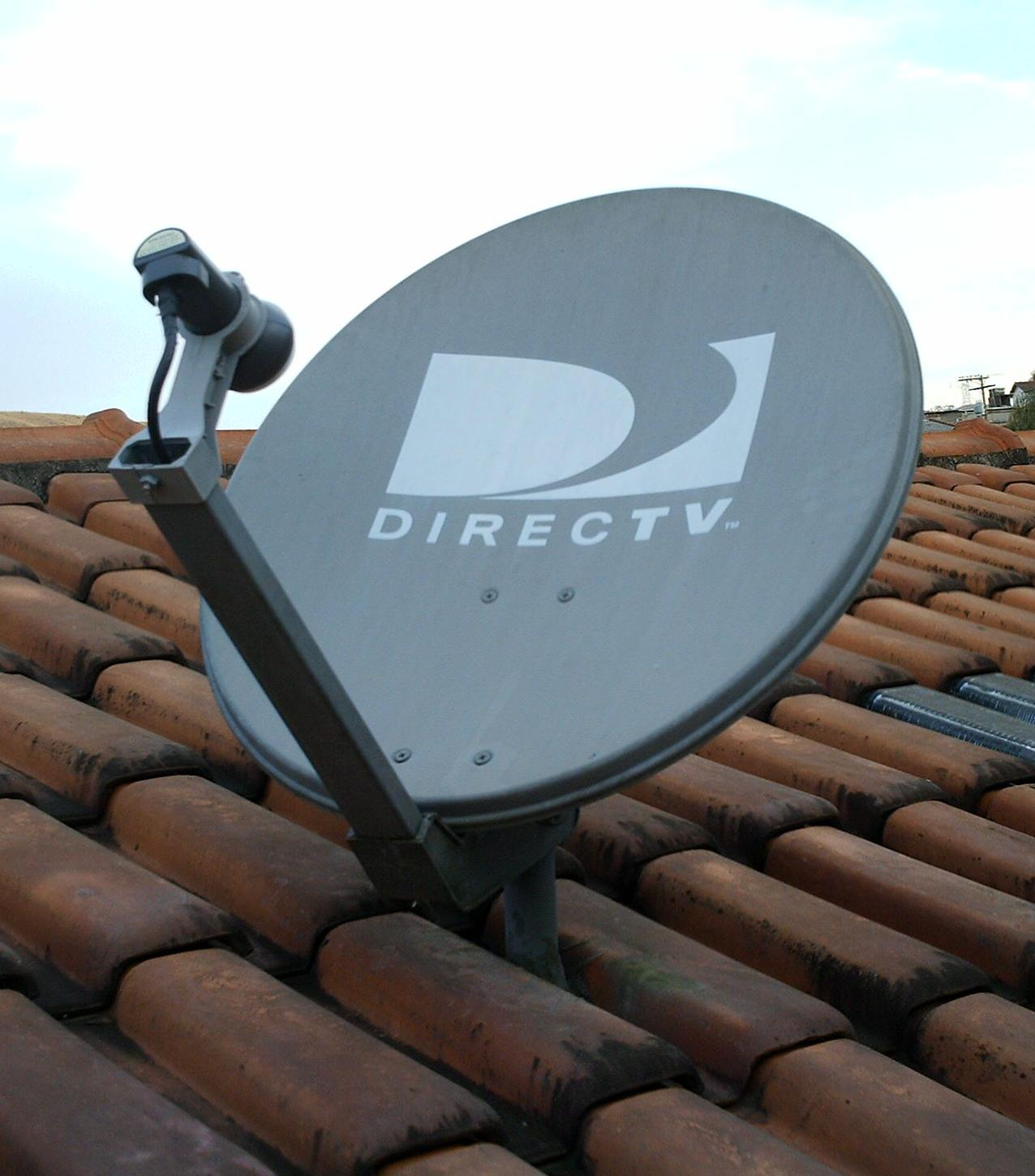
Grandes empresas da TV por assinatura podem ter seus sinais captados por qualquer residência utilizando apenas antenas comuns e decodificadores como o AZBox.

No Brasil, gatonet é um termo que se refere à recepção não autorizada do sinal de TV por assinatura. Apenas no referido país, em agosto de 2013 cerca de sete milhões de pessoas assistiam TV a cabo sem pagar mensalidades, número abaixo apenas da NET, então líder no mercado com quase nove milhões de assinantes, mas acima da terceira colocada, a Sky Brasil, então com cinco milhões. De acordo com estudo da Business Bureau, as conexões ilegais representam 41% do mercado formal de TV paga.

## Modalidades
Há diversas modalidades de recepção não autorizada do sinal de TV por assinatura. Dentre as mais comuns estão a instalação de cabos e decodificadores extras, que usam a conexão de um usuário pagante, bem como a instalação de um par de antenas parabólicas que, conjugadas com decodificadores especiais como os Receptores Cinebox, AZBox, duosat, freesky, globalsat, alphasat e os AZAmerica, conseguem acessar os canais os canais do tipo DTH, ou seja, canais pagos das empresas de TV por satélite.

### Compartilhamento de sinal
Uma das modalidades mais comuns é a instalação de cabos extras a partir da conexão de um usuário pagante, geralmente praticada entre vizinhos e amigos. No Brasil, apesar de não configurar crime, mas sim um ilícito civil, a ANATEL considera legal qualquer rede sem fio que extrapole os limites da residência/comércio do assinante, mesmo que o compartilhamento seja feito de forma gratuita.

### Uso de antenas duplas
A utilização de duas antenas e um decodificador especial é a modalidade mais comum de acesso aos sinais de TV a cabo. Nela, duas antenas são posicionadas em direções opostas, uma recebendo o sinal oficial do satélite desejado e outra apontada para um satélite que decodifica o sinal e o reenvia ao receptor. Em março de 2013, os preços dos decodificadores capazes de receber os sinais variavam entre US$38 e US$170, no caso dos aparelhos mais modernos, que permitem inclusive assistir a canais em alta definição, mas nas redes sociais os kits que incluíam as duas antenas necessárias para o sistema completo, mais o aparelho conversor para canais em HD e a instalação eram negociados por cerca de R$850,00.

### Uso de decodificadores especiais
Nesta modalidade, realizada apenas em casos de TV a cabo, o usuário adquire um decodificador especial, tal como um AZBox azamerica e outros, que simplesmente é conectado ao cabeamento oficial da empresa que presta o serviço. Neste caso, é necessário manter o firmware do equipamento atualizado a fim de que ele consiga manter a decodificação do sinal ao longo do tempo.
Em dezembro de 2021, a Anatel revelou que dados dos usuários desses aparelhos podem ser roubados.

### Card sharing
Card sharing é uma técnica que consiste em compartilhar um ou mais cartões codificados, geralmente de operadoras de TV a cabo ou satélite, entre vários usuários utilizando uma rede de computadores, em especial a internet. Apesar de bem disseminado no continente europeu, seu uso está restrito ao underground hacker e é uma medida ilegal na maioria dos casos, utilizada para acessar canais de TV por um baixo custo. Não se trata de um sistema em que são partilhadas as imagens ou o sinal de satélite ou cabo, mas apenas os dados de decodificação do cartão. O card sharing representa a maior ameaça ao modelo atual de TV paga, sendo responsável por grandes prejuízos às operadoras e empresas que fornecem a criptografia utilizada nestes sistemas.

## Aspectos legais
A prática da recepção não autorizada do sinal de TV por assinatura é ilegal em muitos países, mas por vezes carece de legislação específica, para além do caso de configurar um ato ilícito que ocorre quase exclusivamente no interior das residências, dificultando qualquer tipo de fiscalização. O autor e professor da Universidade de Harvard Lawrence Lessig lembra, contudo, que o nascimento da TV por assinatura se iniciou com a prática da pirataria pelas próprias empresas prestadoras do serviço, que não pagavam às produtoras de conteúdo pelo material que era veiculado no sinal, dedicando assim um capítulo sobre o tema em seu livro Cultura Livre. Na América Latina, tal prática está amplamente disseminada; países como o México e a Colômbia contam, por exemplo, com oito milhões de conexões ilegais cada um, seguidos pelo Brasil com sete milhões e a Argentina, com cinco milhões. Não existe consenso de que o "gatonet" configure crime de furto, pois não é possível mensurar o prejuízo da empresa de TV por assinatura, uma vez que o sinal não é armazenado e tampouco objetivamente furtado, tal como ocorre nos casos de furto de energia elétrica. Contudo em 2011 o STF já se pronunciou contra a analogia (in malam partem) do sinal de TV a cabo com a energia elétrica, devido as diferenças já citadas, o que levaria a uma nova penalidade não descrita na lei.

### Legislação no Brasil
Existe o entendimento por parte de advogados de que não existe infração por parte do morador que se utiliza de decodificadores especiais, combinados ou não com o uso de antenas duplas, muito embora o desvio/compartilhamento de sinal seja considerado furto qualificado no código penal. Contudo, a história dos aspectos legais que tocam tais questões remontam à regulamentação do serviço de TV a cabo no Brasil por meio da Lei nº 8.977/1995, que em seu artigo 35 afirma que constitui ilícito penal a interceptação ou a recepção não autorizada dos sinais de TV a Cabo. Entretanto, trata-se de um crime que não é passível de punição, uma vez que não houve atribuição de penalidade correlata, e o inciso XXXIX do artigo 5º da Constituição Federal, afirma que "Não há crime sem lei anterior que o defina. Não há pena sem prévia cominação legal". Tal "limbo legislativo" no qual se encontrava a situação do "gatonet" na legislação brasileira, contudo, começa a mudar a partir do ano de 2011, quando a Justiça Federal do Brasil proibiu a importação, venda e propaganda dos aparelhos que permitem a recepção não autorizada do sinal de TV por assinatura, através de uma liminar do juiz Marcelo Mesquita Saraiva, da 15ª Vara da cidade de São Paulo, para quem a comercialização e o uso dos conversores de sinal AZBox, Azamerica e Lexusbox configurariam crime contra a Lei Geral das Telecomunicações. Dois anos depois, em 2013, um projeto de lei (PLS 186/2013) de autoria do senador Sérgio Petecão (PSD-AC) foi aprovado pela Comissão de Ciência, Tecnologia, Inovação, Comunicação e Informática (CCT), considerando tal prática como crime, punível com a detenção por seis meses a dois anos, projeto este que contou ainda com a colaboração dos senadores Blairo Maggi (PR-MT) e Lobão Filho (PMDB-MA). O projeto visa alterar a lei 12.485/2011, que normatiza a prestação do serviços de TV por assinatura, independentemente da tecnologia utilizada. A princípio, a proposta de Blairo Maggi alterava apenas a Lei de TV a Cabo (8.977/1995), mas Petecão propôs a alteração da Lei do Serviço de Acesso Condicionado (SeAC) por considerá-la mais "atual e abrangente". Até o final de 2013, a lei de TV a Cabo caracterizava a utilização indevida de sinal de TV por assinatura como ilícito penal, mas não estabelecia punições. Enquanto o projeto de lei ainda tramita no Congresso Nacional, a proibição da venda dos aparelhos já é aplicável. Em dezembro de 2013, por exemplo, a Polícia Civil de Gravataí prendeu o dono de um site que vendia decodificadores piratas de TV por assinatura, o www.aztvplus.com.br, que trazia em seu nome a referência a um dos principais aparelhos para a prática do gatonet: o AZBox.
| “ | Não se pode dizer que há uma crise no setor, porque a base de usuários pagantes continua crescendo. Mas, sem dúvida, a pirataria gera um grande prejuízo para toda a cadeia. | ” |
| — Antônio Salles, diretor do Sindicato Nacional das Empresas Operadoras de Televisão por Assinatura e de Serviços de Acesso Condicionado | |   |